# Федеральні окружні суди США

Мапа меж юрисдикції федеральних апеляційних судів США (показані кольором) та меж юрисдикції федеральних окружних судів США (судові округи). Всі судові округи знаходиться в межах одного штату, в деяких штатах є декілька судових округів, і відповідно, декілька окружних судів.

Федеральні окружні суди США є судами загальної юрисдикції федеральної судової системи США. Окружні суди розглядають як цивільні, так і кримінальні справи, а також справи, пов'язані із мореплавством. У кожного федерального окружного суду є відповідний федеральний суд із банкрутства. Юрисдикція федерального окружного суду поширюється на один федеральний судовий округ, а в кожному окрузі є лише один окружний суд. Кожен окружний суд має принаймні одну будівлю суду, де він засідає, але часто їх декілька.
Декілька судових округів разом входять до апеляційних округів (англ. circuit), на які поширюється юрисдикція федеральних апеляційних судів. Більшість рішень окружних судів можуть бути оскаржені в апеляційний суд, але деякі можна оскаржити лише у Верховному апеляційному суді, або навіть у Верховному суді США.
На відміну від Верховного суду США, який був створений за статтею III Конституції США, федеральні окружні суди були створені Конгресом США. Не існує конституційної вимоги щодо існування федеральних окружних судів. І насправді, після ратифікації Конституції, деякі противники сильної центральної судової влади стверджували, що окрім земель, які знаходяться в прямому підпорядкуванні федеральному уряду, таких як Федеральний округ Колумбія або території, федеральна судова система має обмежуватись Верховним судом США, який би мав розглядати апеляції на рішення судів штатів. Однак, прихильники такої точки зору не були в більшості, тому перше скликання Конгресу створило систему федеральних окружних судів, яка існує і до сьогодні.
Як мінімум по одному федеральному судовому округу існує в кожному штаті, Федеральному окрузі Колумбі та на Пуерто-Рико. Суди на інших острівних територіях США (Гуам, Північні Маріанські Острови та Американські Віргінські Острови) є територіальними судами відповідно до статті I Конституції США, вони не є федеральними окружними судами, хоч і мають таку саму юрисдикцію. На Американському Самоа нема федерального територіального суду, тому тамтешні справи, які підпадають під федеральну юрисдикцію, розглядаються у Вашингтоні або на Гаваях.
Існує 89 окружних судів у 50 штатах, один у Федеральному окрузі Колумбія, і ще є 4 територіальні суди. Таким чином, на території США є 94 федеральних судових округи.

## Інші федеральні суди
Існують інші федеральні суди, які мають загальнонаціональну юрисдикцію над певними категоріями справ, і деякі категорії справ навіть мають подвійну юрисдикцію з федеральними окружними судами. Федеральні окружні суди мають виключну юрисдикцію над цивільними кримінальними справами.
Федеральний суд з міжнародної торгівлі США розглядає справи які стосуються міжнародної торгівлі та оподаткування. Федеральний суд із компенсацій США має виключну юрисдикцію над більшістю позовів проти федерального уряду щодо матеріальних відшкодувань, включно із суперечками щодо федеральних контрактів, незаконним присвоєнням приватної власності федеральним урядом, компенсації за травми отримані на федеральній власності або завдані федеральними службовцями. Федеральний податковий суд США має юрисдикцію щодо оскарження попередніх підрахунків податків.

## Судді
Судді окружних судів мають офіційний титул «Окружний суддя Сполучених Штатів». Інші федеральні судді, включно із федеральними апеляційними суддями та суддями Верховного суду, також можуть брати участь в розгляді справ у складі окружних судів, за дорученням Головного судді федерального апеляційного суду або Голови Верховного суду США, відповідно. Кількість суддів у кожному судовому окрузі та структура судової системи взагалі, визначаються Конгресом в Кодексі Сполучених Штатів. Президент США призначає суддів за погодженням із Сенатом «зважаючи на їхні особисті якості», таким чином призначувані судді часто мають спільні переконання з Президентом. Коли Президент призначає федерального окружного суддю до судового округу в певному штаті, то сенатор від цього штату з президентської партії (або найстарший з них, якщо вони обидва з президентської партії) має вплив на процес призначення судді, а також має неофіційне право вето, яке сенатор висловлює якщо вважає кандидата непридатним для посади федерального окружного судді.
За винятком територіальних судів (Гуам, Північні Маріанські Острови та Американські Віргінські Острови), федеральні окружні судді є суддями 3-ї статті, які призначаються пожиттєво й можуть бути усунуті з посади проти своєї волі лише якщо вони порушують «стандарти гарної поведінки». Єдиним способом примусового усунення судді з посади є імпічмент у Палаті представників з подальшим обвинувальним вироком Сенату, за який голосує щонайменше дві третини сенаторів. В іншому випадку, суддя, навіть якщо визнаний винним у скоєнні кримінального злочину, має залишатися на посаді до пенсії або до смерті. За всю історію США лише дванадцяти суддям був оголошений імпічмент у Палаті представників, з них лише сімох усунув Сенат.
Суддя, який досяг віку 65 років або який став інвалідом, може піти у відставку або перейти у статус «старшого судді», який дозволяє знизити трудове навантаження. Такі «старші судді» не враховуються в квоті активних суддів для судового округу і виконують тільки ті завдання, які їм призначає головний суддя округу, але їм залишають їхні кабінети та персонал. Федеральні окружні судді мають згадуватися в письмовій формі з приставкою «Високоповажний» (англ. Honorable), у розмовній мові може використовуватись приставка «Суддя» (англ. Judge), а під час того як суддя головує на суді, до нього слід звертатись словами «Ваша честь» (англ. Your Honor).
Окружні судді зазвичай зосереджуються на справах, які надходять до окружних судів, на нагляді за іншими судовими процесами та над написанням рішень у «справах по переписці» (коли сторони не зустрічаються на судовому засіданні, а лише надсилають суду письмові юридичні позиції). Починаючи з 1960-х, рутинні справи, такі як вирішення спорів щодо винаходів, можуть на розсуд окружного судді, передаватись магістратним суддям, яким також можуть даватися завдання із підготовки звітів і рекомендацій для окружного судді, або за згодою всіх сторін, отримувати повну юрисдикцію над справою. Федеральні магістратні судді призначаються кожним окружним судом відповідно до своїх статутів. Вони призначаються на восьмирічні терміни і можуть бути перепризначені на додаткові вісім років. Магістратні судді можуть бути усунені з посади за «некомпетентність, неприйнятну поведінку, нехтування обов'язками, фізичну чи психічну непридатність». Перебування на посаді магістратного судді зазвичай є попередньою кар'єрною сходинкою перед номінацією на посаду окружного судді.
В 2010 році в США було 678 федеральних окружних суддів.

## Клерки
Кожен окружний суд призначає клерка, який є відповідальним за прийняттям позовів, ведення судових записів, отримання і ведення обліку зборів, штрафів і компенсацій та за виконання неюридичної роботи суду, зокрема пов'язаної із технічними питаннями, бюджетом, закупівлями, кадровими та фінансовими питаннями. Клерки можуть призначати собі заступників і помічників, інших працівників для підтримання функціонування суду. Клерк кожного окружного суду має проживати на території судового округу, в окружному суді якого він працює, окрім клерків окружних судів Федерального округу Колумбія та Південного округу Нью-Йорка, які можуть проживати не далі 20 миль (32 кілометрів) від свого судового округу.
Закон про судочинство 1789 року дозволив Верховному суду США та суддям кожного федерального окружного суду призначати клерків щоб вони їм допомагали із адмініструванням справ у цих судах. Клерки кожного окружного суду також мали виконувати функції клерка у відповідних апеляційних судах. Закон про судочинство зобов'язував кожного клерка видавати повістки для виклику присяжних, записувати постанови та рішення суду. Кодекс судочинства (28 U.S.C. § 751) що клерків призначає чи звільняє суд. Обов'язки клерків диктуються статутом, судовими звичаями і загальними практиками та інструкціями встановленими Конференцією суддів США. Роль клерка, разом з його заступниками і помічниками, не слід плутати із юридичними клерками, які допомагають суддям проводячи юридичний аналіз та готуючи проєкти рішень.
Щоб мати можливість бути призначеним клерком, особа повинна мати як мінімум 10 років досвіду адміністрування в державній службі або бізнесі, з постійно зростаючим рівнем відповідальності, який дає детальне розуміння організаційних, процедурних та людських аспектів управління організацією, і як мінімум три з цих десяти років перебувати на посаді із високим рівнем відповідальності. Клеркам не обов'язково бути ліцензованими адвокатами, але деякі суди вказують що наявність юридичної освіти є бажаним для номінанта.

## Юрисдикція
На відміну від деяких судів штатів, юрисдикція федеральних окружних судів є чітко обмеженою. Федеральні окружні суди можуть не розглядати кожну справу, яка їм трапляється. Щоб окружний суд міг розглядати справи певної категорії, треба щоб спершу Конгрес надав окружним судам юрисдикцію над такими справами. Федеральні окружні суди мають юрисдикцію над такими категоріями справ:
- Цивільні справи що стосуються дій відповідно до Конституції США, федеральних законів та угод США.
- Деякі види цивільних справ, сторонами в яких є громадяни різних штатів.
- Цивільні справи щодо мореплавства у федеральній юрисдикції США.
- Кримінальні справи, де стороною обвинувачення виступає федеральний уряд.
- Цивільні справи, де федеральний уряд є однією зі сторін.
- Багато інших видів справ.

Для більшості таких справ, юрисдикція федеральних окружних судів перетинається із юрисдикцією судів штатів. Іншими словами, позивач може вибрати чи подати позов до федерального окружного суду, чи до суду штату. Конгрес встановив процедуру, за якою одна зі сторін, зазвичай відповідач, може «перевести» справу із суду штату до федерального окружного суду, за умови що окружний суд також має юрисдикцію над такими справами (тобто, це означає, що справу можна було одразу подати до федерального окружного суду). Якщо позивач, який подав позов до суду штату, вважає таку передачу справи неприпустимою, він може надіслати окружному суду прохання повернути справу до судової системи штату.
Для деяких справ, таких як справи щодо патентів, щодо порушення авторського права або щодо федеральних злочинів, юрисдикція федеральних окружних судів є виключною, тобто суди штатів не мають юрисдикції над такими справами і такі справи можуть розглядати лише федеральні окружні суди. Однак, у деяких ситуаціях, федеральне законодавство разом із наданням окружним судами виключної юрисдикції над певними справами, також надає відповідачам імунітет від влади цих судів. Наприклад, позови проти урядів штатів щодо порушення патентів. Розгляд справ щодо патентів належить до виключної юрисдикції федеральних судів, але одинадцята поправка до Конституції США забезпечує штатам непідсудність федеральним судам. При цьому, штат може ухвалити рішення відмовитись від імунітету для конкретної справи і цим дозволити їй бути розглянутою у федеральному суді. Але якщо штат цього не зробить, позивач нічого не зможе із цим вдіяти.

## Адвокати
Щоб мати змогу представляти якусь зі сторін у справі, що розглядається федеральним окружним судом, особа має бути ліцензійованим адвокатом і зазвичай членом адвокатської колегії цього конкретного суду. Сполучені Штати не мають власної системи ліцензіювання адвокатів для федеральної практики, окрім федеральної практики із патентів, адвокатів для якої ліцензує Офіс із патентів та товарних знаків США. Членство в адвокатській колегії федерального окружного суду зазвичай доступне будь-якому адвокату, що має ліцензію того штату, в якому міститься окружний суд.
56 окружних судів (або близько 60 %) вимагають від адвокатів мати адвокатську ліцензію того штату, в якому розташовується окружний суд. Інші 39 окружних судів (або близько 40 %) дозволяють членство у своїх адвокатських колегіях адвокатам, які мають ліцензії інших штатів, проте конкретні умови відрізняються в різних судах. Наприклад, окружні суди в місті Нью-Йорк (Окружний суд Південного округу Нью-Йорка та Окружний суд Східного округу Нью-Йорка) дозволяють членство в адвокатських колегіях адвокатам, які мають ліцензії штатів Коннектикут або Вермонт, а також адвокатам, прийнятим до колегій інших окружних судів у штаті Нью-Йорк. Із цих 39 лише 13 судів дозволяють членство у своїх адвокатських колегіях адвокатам з ліцензією будь-якого штату.

## Найбільш завантажені окружні суди
Окружним судом, який обслуговує найбільш населений судовий округ є Окружний суд Центральної Каліфорнії, до складу його судового округу входять усі адміністративні округи Великого Лос-Анджелеса. Окружний суд Південного Нью-Йорка та Окружний суд Центральної Каліфорнії є найбільшими за кількістю суддів: 28 та 27 відповідно.
Станом на 2007 рік, найбільш завантаженими окружними судами були суди Аризони, Нью-Мексико, Західного Техасу та Південного Техасу. Округи всіх цих судів прилягають до кордону з Мексикою. Прискорення темпів нелегальної імміграції призвело до того, що 75 % справ, які розглядались у федеральних окружних судах, розглядались саме в цих чотирьох судах та в окружному суді Південної Каліфорнії. Найбільше патентних справ розглядається в Окружному суді Східного Техасу.